# ناهنجاری شریانی وریدی (AVM)
ناهنجاری شریانی وریدی (AVM) یک درهم تنیدگی غیرطبیعی از رگ های خونی است که منجر به اختلال در جریان طبیعی خون و گردش اکسیژن می شود و نتیجتا با کمبود اکسیژن در بافتها فرآیند حیاتی را مختل می کند. این ناهنجاری ها به دلیل فشار بالای خون در خطر پارگی و خونریزی قراردارند. ناهنجاری شریانی وریدی بسته به اینکه در سیستم عصبی مرکزی قرار دارند یا در جای دیگری به عنوان مرکزی یا محیطی طبقه بندی می شوند. در صورتی کم خطر بدون ایجاد آسیب قابل توجه به بافت‌ها در زمان حذف کامل AVM از جراحی استفاده میشود.

## انواع و دلایل ناهنجاری شریانی وریدی
ناهنجاری شریانی وریدی را می توان به ناهنجاری های شریانی مغز و ناهنجاری های شریانی محیطی طبقه بندی کرد. علت دقیق آن ناشناخته است ، اما اعتقاد بر این است که آنها مادرزادی هستند و ممکن است در موارد نادر یک جزء ارثی نیز داشته باشند .

## علائم ناهنجاری شریانی وریدی
علائم ناهنجاری های شریانی ممکن است شامل تشنج ، سردرد ، ضعف عضلات ، بی حسی ، سرگیجه ، مشکلات مربوط به حرکت یا گفتار ، تعادل یا مسائل بینایی ، سردرگمی روانی ، توهم یا زوال عقل باشد.

## درمان
گزینه های درمانی برای AVM ها با هدف کاهش احتمال خونریزی یا از بین بردن وضعیت انجام می شود. این روشهای درمانی شامل جراحی باز برای از بین بردن AVM ، مسدود شدن شریان مبتنی بر کاتتر (آمبولیزاسیون) و تابش متمرکز (جراحی چاقوی گاما) است. تصمیم برای درمان بستگی به نوع ، اندازه و محل AVM و همچنین سلامت کلی بیمار و شدت علائم دارد.